# Vietnã nos Jogos Olímpicos de Verão de 1980
O Vietnã competiu nos Jogos Olímpicos de Verão de 1980 em Moscou, União Soviética.

## Resultados por Evento

### Atletismo
1.500 m masculino
- Lê Quang Khải
  - Eliminatórias — 4:06.8 (→ não avançou)

Maratona masculina
- Quyen Nguyen
  - Final — 2:44:37 (→ 50 lugar)

Salto triplo masculino
- Duc Tam Duong
  - Classificatória — 14,59 m (→ não avançou)

1.500 m feminino
- Thi Be Trinh
  - Eliminatórias — 4:38.6 (→ não avançou)

100 m feminino
- Trần Thanh Vân
  - Eliminatórias — 13.23 (→ não avançou)

Salto em distância feminino
- Nguyễn Thị Hoàng Na
  - Classificatória — 5,35 m (→ não avançou, 19 lugar)

### Natação
100 m livre masculino
- To van Ve
  - Eliminatórias — 56.75 (→ não avançou)

200 m livre masculino
- To van Ve
  - Eliminatórias — 2:11.51 (→ não avançou)

100 m peito feminino
- Phạm Thị Phú
  - Eliminatórias — 1:22.73 (→ não avançou)